# Traudl Treichl
Traudl Treichl, née le 12 mars 1950 à Lenggries, est une ancienne skieuse alpine allemande.

## Palmarès

### Jeux olympiques d'hiver
| Épreuve / Édition | Descente | Slalom géant | Slalom  |
| JO 1972 Sapporo   | 13e      | 9e           | Abandon |

### Championnats du monde
| Épreuve / Édition          | Descente | Slalom géant | Slalom  | Combiné |
| Mondiaux 1970 Val Gardena  | 19e      | Abandon      | Abandon | Abandon |
| JO 1972 Sapporo            | 13e      | 9e           | Abandon | Abandon |
| Mondiaux 1974 Saint-Moritz | 38e      | Argent       | Abandon | Abandon |

### Coupe du monde
- Meilleur résultat au classement général : 12e en 1974

#### Saison par saison
- Coupe du monde 1969 :
  - Classement général : 38e
- Coupe du monde 1970 :
  - Classement général : 36e
- Coupe du monde 1971 :
  - Classement général : 35e
- Coupe du monde 1972 :
  - Classement général : 21e
- Coupe du monde 1973 :
  - Classement général : 14e
- Coupe du monde 1974 :
  - Classement général : 12e
- Coupe du monde 1975 :
  - Classement général : 23e